# Platycerium wallichii
Platycerium wallichii är en stensöteväxtart som beskrevs av William Jackson Hooker. Platycerium wallichii ingår i släktet Platycerium och familjen Polypodiaceae. Inga underarter finns listade.